# Peter Karaszi
Peter Karaszi född i Ludvika, är en svensk ekonom och författare som skrivit åtta böcker om privatekonomi, konkurrens samt PR och kommunikation. Den första boken, ”Använd Pressen”, gavs ut 1991 och följdes av ”99 sätt att få gratis publicitet” (1996), "Konkurrenshandboken" (1996), ”Använd Media” (1998),  ”Stora PR-boken” (2004), ”101 sätt att få gratis publicitet (2005), "Sveriges bästa PR" (2009) samt "Bli rik långsamt!" (2019).  

## Biografi
Peter Karaszi är civilekonom från Handelshögskolan i Stockholm. Han har arbetat som ekonomireporter och börskommentator för Dagens Nyheter och Finanstidningen samt under senare år även som ledarskribent för Svenska Dagbladet. På 1990-talet var han informationschef för ett antal medelstora IT-företag, bland andra Cyber Com Consulting Group och StreamServe.
Han har även arbetat som PR- och informationskonsult i det egna företaget Caprivi PR, samt för PR-byrån Prime. Under senare år har han arbetat med privatekonomi, bland annat verket "Bli rik långsamt!".
Peter Karaszi vann 2006 PR-branschens stora pris SPINN i kategorin ”Visualisering” för lanseringen av leksaken Photopearls.
Peter Karaszi är bosatt i Kapstaden i Sydafrika. Han startade 2018 välgörenhetsinitiativet The Paul & Eszter Karaszi Education Foundation för uppförande av skolbyggnader i södra Afrika.

### Facklitteratur
- 1991: Använd Pressen
- 1996: 99 sätt att få gratis publicitet
- 1996: Konkurrenshandboken
- 1998: Använd Media
- 2004: Stora PR-boken
- 2005: 101 sätt att få gratis publicitet
- 2009: Sveriges bästa PR
- 2019: Bli rik långsamt!